# Markku Alén
Markku Allan Alén (nacido el 15 de febrero de 1951 en Helsinki, Finlandia) es un piloto finlandés de rally. Resultó vencedor de la Copa de la FIA de Pilotos de Rally en 1978, subcampeón del Campeonato Mundial de Rally en 1986 y 1988, y tercero en 1979, 1983, 1984 y 1987. Considerado un especialista en gravilla, ganó 19 carreras del Mundial de Rally, todas con Ilkka Kivimäki como copiloto y al volante de un Fiat o Lancia, y cosechó 56 podios.
Tuvo numerosas actuaciones destacadas en el Rally de los 1000 Lagos, la principal carrera de automovilismo de su país: en 22 participaciones, ganó seis, fue segundo en tres y tercero en cinco. Además, es el máximo ganador del Rally de Portugal, con cinco triunfos. Su frase "Now Maximum Attack" se hizo conocida en el mundo del deporte motor. Su hijo Anton Alén también es piloto de rally.

## Trayectoria

### Inicios en el rally (1969-1973)
Alén debutó en el rally en el año 1969. Resultó tercero en el Rally de los 1000 Lagos de 1971 y 1972 y segundo en 1973, en las tres ocasiones pilotando un Volvo 142. El Rally de los 1000 Lagos de 1973 fue su debut en el Mundial de Rally. Ese mismo año arribó tercero en el Rally de Gran Bretaña, en este caso al volante de un Ford Escort.

### Fiat (1974-1981)
Fiat contrató a Alén para participar de manera oficial en el Mundial de Rally de 1974 con un Fiat 124 Abarth. Obtuvo tres podios en siete fechas disputadas. En 1975, Alén disputó cinco de los diez rallies con un 124 Abarth, obteniendo un triunfo en el Rally de Portugal y un tercer puesto en el Rally de Monte Carlo, y corrió el Rally de los 1000 Lagos con un Datsun 160J. Llegó sexto en el Rally de Monte Carlo de 1976 con un 124 Abarth, y compitió en cuatro fechas de esa temporada con el nuevo Fiat 131 Abarth, ganando el Rally de los 1000 Lagos. Alén compitió en ocho de las 11 carreras de 1977, obteniendo una victoria en Portugal en una tercera colocación en el Rally de Nueva Zelanda.

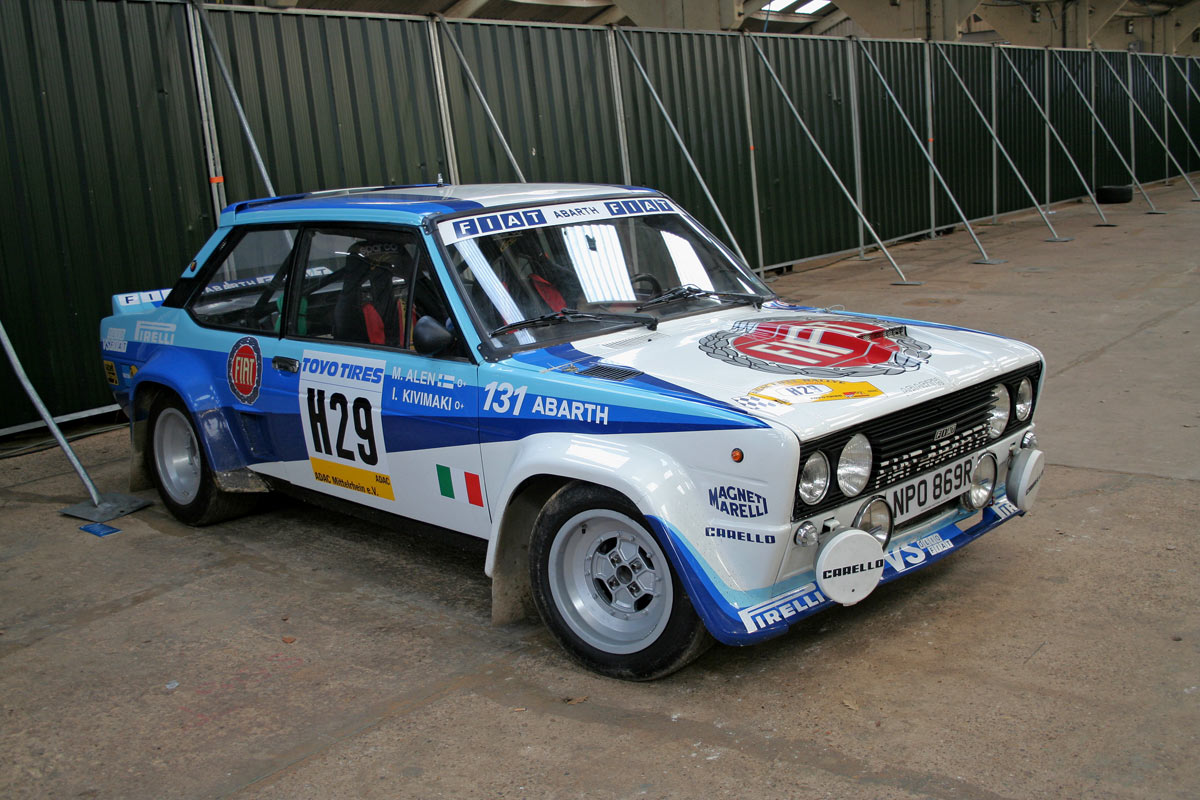
Fiat 131 Abarth.

En 1978, Alén compitió en seis de las 11 fechas con un 131 Abarth, y el Rally de San Remo con un Lancia Stratos HF. Con victorias en Portugal, Finlandia y San Remo, segundos puestos en Grecia y Quebec y un tercer en Suecia, dominó el campeonato y ganó la Copa de la FIA de Pilotos de Rally. Continuando en el 131 Abarth, Alén corrió la mitad de las fechas de la temporada 1979, llegando primero en Finlandia y tercero en Mónaco y Kenia, y concluyendo la temporada en tercer lugar. En 1980, Alén ganó en Finlandia, fue segundo en Portugal y tercero en Grecia, lo que sumado a tres abandonos y seis ausencias lo dejaron en la sexta posición final. 1981 fue la última temporada del finlandés como piloto oficial de Fiat. Ganó en Portugal, fue segundo en Grecia y Finlandia y puntuó en dos fechas más, quedando así cuarto.

### Lancia Martini (1982-1989)
Para la temporada 1982, Alén se integró a Martini Racing, el nuevo equipo oficial de Lancia. Compitió en cinco fechas de doce, cosechando una cuarta colocación en Gran Bretaña como mejor resultado. 1983 le significó el retorno a la pelea por el título. Ganó el Rally de Córcega y el de San Remo, quedó segundo en Monte Carlo y Grecia y tercero en Finlandia, de manera que quedó tercero en el campeonato. La siguiente temporada, Alén ganó únicamente en Córcega pero cosechó tres segundos lugares y un tercero, que lo dejaron también en la tercera colocación final. El 037 y su tracción trasera perdió competitividad en 1985 con respecto a los Peugeot 205 y Audi Quattro, ambos con tracción en las cuatro ruedas. El finlandés compitió apenas cuatro carreras con el 037, obteniendo un tercer puesto y un cuarto. Para la última fecha, el Rally de Gran Bretaña, Alén hizo debutar el nuevo Lancia Delta S4, este sí con tracción integral, con un segundo puesto que lo dejó en la quinta posición final.
Alén y su compatriota del equipo oficial de Peugeot, Juha Kankkunen, disputaron el campeonato hasta la última fecha. Alén ganó en San Remo y Olympus, fue segundo en cuatro carreras y tercero en otras dos. Sin embargo, una disputa reglamentaria en el Rally de San Remo (Kankkunen había sido descalificado durante la disputa) acabó con los resultados de esa carrera declarados nulos, lo que le hizo perder a Alén el título y obtener finalmente el subcampeonato.
Los Grupo B fueron abandonados para 1987 por sus prestaciones peligrosamente altas; Henri Toivonen, compañero de equipo de Alén, había muerto en Córcega. Alén participó en siete de las trece carreras con el nuevo Delta HF 4WD del Grupo A, obteniendo victorias en Portugal, Grecia y Finlandia y un tercer puesto en Olympus, que le valieron quedar tercero en el campeonato, por detrás de sus compañeros de equipo Kankkunen y Massimo Biasion.
El finlandés disputó seis de las trece fechas de 1988, resultando triunfador en Suecia, Finlandia y Gran Bretaña, resultando subcampeón detrás de su compañero de equipo Biasion. Desplazado por Didier Auriol como segundo piloto de Martini, compitió en apenas tres fechas en 1989: fue segundo en Portugal, abandonó en Finlandia y tercero en Australia.

### Subaru, Toyota y otras disciplinas

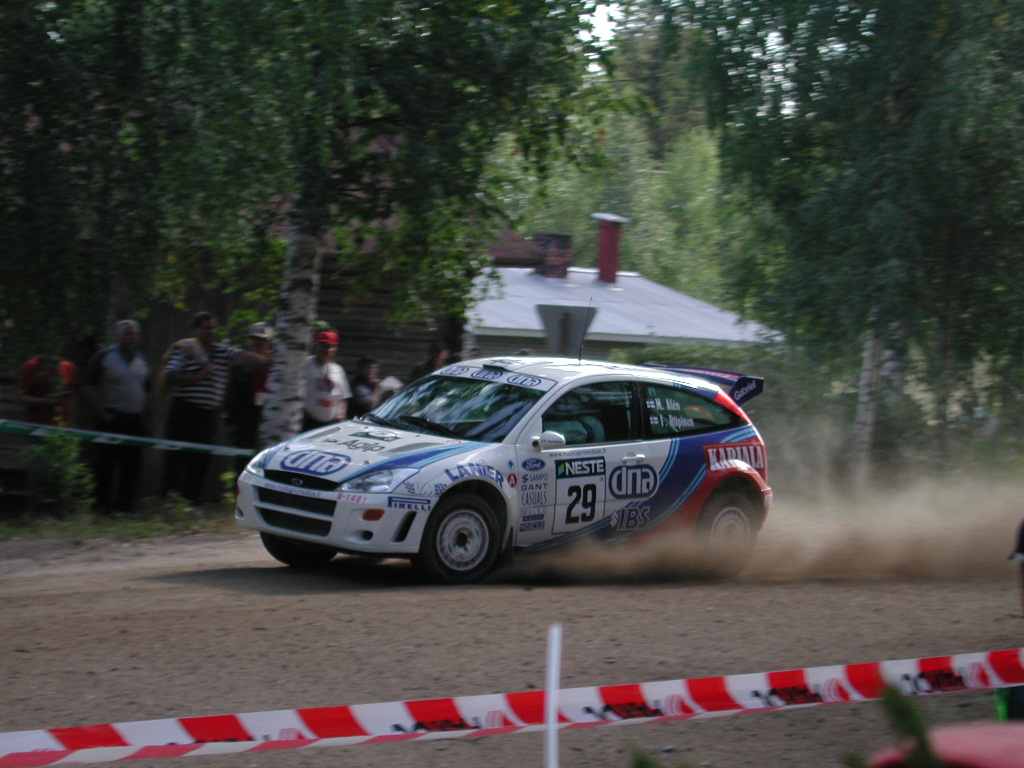
Markku Alén en el Rally de Finlandia de 2001.

Para 1990, Alén se sumó al joven equipo oficial de la marca japonesa Subaru. En manos de un Subaru Legacy, fue cuarto en su carrera natal y abandonó en las otras cuatro fechas que disputó. En 1991, el finlandés fue tercero en Suecia y puntuó en tres fechas más, resultando octavo en el marcador final. Alén pasó a competir en 1992 con diversos Toyota Celica de tres equipos distintos. Llegó tercero en Finlandia y sumó puntos en cuatro carreras más, quedando finalmente en quinta posición. En su última temporada competitiva, 1993, participó de tres carreras del Mundial de Rally: fue segundo en Portugal con un Subaru Legacy, segundo en Kenia con un Toyota Celica, y abandonó en el primer tramo del Rally de los 1000 Lagos con un Subaru Impreza.
Luego de retirarse como piloto profesional, Alén participó del Deutsche Tourenwagen Masters, el Trofeo Andros y el Rally Dakar. Como celebración de su 50.º cumpleaños, se inscribió en el Rally de los 1000 Lagos de 2001 con un Ford Focus WRC, finalizando 16º.

## Resultados completos

### Campeonato Mundial de Rallies
| Año  | Equipo                      | Vehículo                | 1       | 2       | 3       | 4       | 5       | 6       | 7       | 8       | 9       | 10      | 11      | 12      | 13    | 14      | Pos. | Puntos |
| ---- | --------------------------- | ----------------------- | ------- | ------- | ------- | ------- | ------- | ------- | ------- | ------- | ------- | ------- | ------- | ------- | ----- | ------- | ---- | ------ |
| 1973 | Volvo                       | Volvo 142               | MON     | SWE     | POR     | SAF     | MAR     | GRE     | POL     | FIN 2   | AUT     | SRE     | USA     | GBR     |       |         | –    | –      |
| 1973 | Motorcraft                  | Ford Escort RS1600      |         |         |         |         |         |         |         |         |         |         |         |         | GBR 3 | COR     | –    | –      |
| 1974 | Fiat                        | Fiat Abarth 124 Rallye  | POR 3   | SAF     | FIN 3   | ITA Ret | CAN Ret | USA 2   | GBR Ret | FRA Ret |         |         |         |         |       |         | –    | –      |
| 1975 | Fiat                        | Fiat Abarth 124 Rallye  | MON 3   | SWE 6   | SAF     | GRE     | MAR     | POR 1   |         | ITA Ret | COR     | GBR Ret |         |         |       |         | –    | –      |
| 1975 | Datsun                      | Datsun 160J             |         |         |         |         |         |         | FIN Ret |         |         |         |         |         |       |         | –    | –      |
| 1976 | Fiat                        | Fiat Abarth 124 Rallye  | MON 6   | SWE     | POR     | SAF     | GRE     |         |         |         |         |         |         |         |       |         | –    | –      |
| 1976 | Fiat                        | Fiat 131 Abarth         |         |         |         |         |         | MOR 12  | FIN 1   | ITA Ret | COR     | GBR Ret |         |         |       |         | –    | –      |
| 1977 | Fiat                        | Fiat 131 Abarth         | MON 54  | SWE Ret | POR 1   | SAF     | NZL 3   | GRE Ret | FIN Ret | CAN Ret | SRE     | COR     | GBR Ret |         |       |         | –    | –      |
| 1978 | Fiat                        | Fiat Abarth 131         | MON     | SWE 3   | SAF     | POR 1   | GRE 2   | FIN 1   | CAN 2   |         |         |         | GBR Ret |         |       |         | 1º   | 52     |
| 1978 | Fiat                        | Lancia Stratos HF       |         |         |         |         |         |         |         | ITA 1   | CDM     | COR     |         |         |       |         | 1º   | 52     |
| 1979 | Alitalia Fiat               | Fiat 131 Abarth         | MON 3   | SWE 4   | POR     | KEN 3   | GRE     | NZL     | FIN 1   | CAN     | ITA 6   | COR     | GBR 5   | CDM     |       |         | 3º   | 68     |
| 1980 | Fiat Italia                 | Fiat 131 Abarth         | MON Ret | SWE     | POR 2   | SAF     | GRE 3   | ARG Ret | FIN 1   | NZL     | ITA Ret | COR     | GBR     | CDM     |       |         | 6º   | 47     |
| 1981 | Fiat Auto Torino            | Fiat 131 Abarth         | MON 7   | SWE     | POR 1   | SAF     | COR     | GRE 2   | ARG     | BRA     | FIN 2   | ITA 9   | CDM     | GBR Ret |       |         | 4º   | 56     |
| 1982 | Martini Racing              | Lancia Rally 037        | MON     | SWE     | POR     | SAF     | FRA 9   | GRE Ret | NZL     | BRA     | FIN Ret | ITA Ret | CDM     | GBR 4   |       |         | 21º  | 12     |
| 1983 | Martini Racing              | Lancia Rally 037        | MON 2   | SWE     | POR 4   | SAF     | FRA 1   | GRE 2   | NZL     | ARG 5   | FIN 3   | ITA 1   | CDM     | CDM     |       |         | 3º   | 100    |
| 1984 | Martini Racing              | Lancia Rally 037        | MON 8   | SWE     | POR 2   | KEN 4   | FRA 1   | GRE 3   | NZL 2   | ARG     | FIN 2   | ITA Ret | CDM     | GBR     |       |         | 3º   | 90     |
| 1985 | Lancia Martini              | Lancia Rally 037        | MON     | SWE     | POR     | KEN Ret | FRA Ret | GRE     | NZL     | ARG     | FIN 3   | ITA 4   | CDM     |         |       |         | 7º   | 37     |
| 1985 | Lancia Martini              | Lancia Delta S4         |         |         |         |         |         |         |         |         |         |         |         | GBR 2   |       |         | 7º   | 37     |
| 1986 | Martini Lancia              | Lancia Delta S4         | MON Ret | SWE 2   | POR Ret |         | FRA Ret | GRE Ret | NZL 2   | ARG 2   | FIN 3   | CDM     | ITA 1   | GBR 2   | USA 1 |         | 2º   | 104    |
| 1986 | Martini Lancia              | Lancia Rally 037        |         |         |         | KEN 3   |         |         |         |         |         |         |         |         |       |         | 2º   | 104    |
| 1987 | Martini Lancia              | Lancia Delta HF 4WD     | MON     | SWE 5   | POR 1   | SAF     | COR     | GRE 1   | USA 3   | NZL     | ARG     | FIN 1   | CDM     | ITA Ret | GBR 5 |         | 3º   | 88     |
| 1988 | Martini Lancia              | Lancia Delta HF 4WD     | MON     | SWE 1   |         |         |         |         |         |         |         |         |         |         |       |         | 2º   | 86     |
| 1988 | Martini Lancia              | Lancia Delta Integrale  |         |         | POR 6   | SAF     | COR     | GRE 4   | USA     | NZL     | NZL     | FIN 1   | CDM     | ITA 4   | GBR 1 |         | 2º   | 86     |
| 1989 | Martini Lancia              | Lancia Delta Integrale  | SWE     | MON     | POR 2   | SAF     | COR     | GRE     | NZL     | ARG     | FIN Ret | AUS 3   | SRM     | CDM     | GBR   |         | 9º   | 27     |
| 1990 | STI Europe                  | Subaru Legacy RS        | MON     | POR     | KEN Ret | COR     | GRE Ret | NZL     | ARG     | FIN 4   | AUS     | ITA Ret | CDM     | GBR Ret |       |         | 20º  | 10     |
| 1991 | Subaru Rally Team Europe    | Subaru Legacy RS        | MON     | SWE 3   | POR 5   | SAF     | COR     | GRE Ret | NZL 4   | ARG     | FIN Ret | AUS 4   | SRM     | CDM     | ESP   | GBR Ret | 8º   | 40     |
| 1992 | Toyota Team Europe          | Toyota Celica Turbo 4WD | MON Ret |         | POR 4   |         |         | GRE Ret | NZL     | ARG     | FIN 3   | AUS     | SRM     | CDM     | ESP   | GBR 4   | 5º   | 50     |
| 1992 | Toyota Team Sweden          | Toyota Celica GT-Four   |         | SWE 4   |         |         |         |         |         |         |         |         |         |         |       |         | 5º   | 50     |
| 1992 | Toyota Team Kenya           | Toyota Celica Turbo 4WD |         |         |         | KEN 5   | COR     |         |         |         |         |         |         |         |       |         | 5º   | 50     |
| 1993 | 555 Subaru World Rally Team | Subaru Legacy RS        | MON     | SWE     | POR 4   |         |         |         |         |         |         |         |         |         |       |         | 11º  | 25     |
| 1993 | Toyota Castrol Team         | Toyota Celica Turbo 4WD |         |         |         | KEN 2   | COR     | GRE     | ARG     | NZL     |         |         |         |         |       |         | 11º  | 25     |
| 1993 | 555 Subaru World Rally Team | Subaru Impreza 555      |         |         |         |         |         |         |         |         | FIN Ret | AUS     | SRM     | ESP     | GBR   |         | 11º  | 25     |
| 2001 | Blue Rose Team              | Ford Focus WRC          | MON     | SWE     | POR     | ESP     | ARG     | CHI     | GRE     | SAF     | FIN 16  | NZL     | SRM     | COR     | AUS   | GBR     | –    | –      |

- Referencias[2]

### Rally Dakar
| Año     | Categoría | Vehículo | Posición | Etapas |
| ------- | --------- | -------- | -------- | ------ |
| 2005    | Camiones  | Iveco    | 7.º      | -      |
| 2006    | Camiones  | Iveco    | Ret.     | -      |
| 2007    | Coches    | Isuzu    | Ret.     | -      |
| Fuente: |           |          |          |        |